# Gymnophora unidentata
Gymnophora unidentata är en tvåvingeart som beskrevs av Brown 1987. Gymnophora unidentata ingår i släktet Gymnophora och familjen puckelflugor. Inga underarter finns listade i Catalogue of Life.